# Metagerra helmsi
Metagerra helmsi är en insektsart som först beskrevs av Reuter 1890.  Metagerra helmsi ingår i släktet Metagerra och familjen Rhyparochromidae. Inga underarter finns listade i Catalogue of Life.